# Daniel Sanchez
Daniel Sanchez (sinh ngày 21 tháng 11 năm 1953) là một huấn luyện viên và cựu cầu thủ bóng đá người Pháp.

## Sự nghiệp Huấn luyện viên
Daniel Sanchez đã dẫn dắt Villefranche, Nice, Nagoya Grampus Eight, Tours, Valenciennes và Club Africain.